# Миксотиазол
Миксотиазол (вырабатывается миксобактерией Myxococcus fulvus) — ингибитор митохондриального фермента цитохром-bc1-комплекса. Блокирует транспорт электронов и подавляет клеточное дыхание.
Он действует как конкурентный ингибитор, замещая убихинол и связываясь в сайте окисления хинолов или Qout-сайте bc1-комплекса, блокируя перенос электронов на железосерный кластер белка Риске. Связывание миксотиазола вызывает сдвиг спектра поглощения восстановленного гема bL в красную область. В отличие от стигмателлина, миксотиазол не образует  водородных связей с белком Риске, а вместо этого связывается в проксимальной области Qout-сайта цитохрома b. Таким образом этот ингибитор не влияет на движения цитоплазматического домена белка Риске.